# Grycksbo kyrka
Grycksbo kyrka är en församlingskyrka i Grycksbo församling, Västerås stift, belägen i södra delen av Grycksbo i Falu kommun. Grycksbo präglas ännu av bruksbebyggelse. Karakteristiska är de gruppbyggda, faluröda arbetarbostäderna från början av 1900-talet, i området söder och öster om kyrkan. 

## Kyrkobyggnaden
Kyrkan, som ritats av arkitekten David Jansson, uppfördes i tegel åren 1905 till 1908 och bekostades av Grycksbo pappersbruk efter initiativ av disponent Henrik Munktell. Pingsthelgen 1908 ägde invigningen rum. Från början var det tänkt att kyrkan skulle fungera som allmän samlingslokal för Grycksbo. Under en tid var det så, men sedan användes den enbart som kyrka. 
Åren 1951 till 1952 genomfördes en omfattande renovering då bänkarna och predikstolen byttes ut. Kyrkorummet justerades även genom att koret flyttades och från att ha mittgången diagonalt genom kyrkan drogs den parallellt med väggarna. 24 augusti 1952 överlämnades kyrkan till Grycksbo församling för att tidigare ha varit i pappersbrukets ägo.
Vid en renovering 1972 flyttades sakristian och den tidigare orgeln byggd 1912 av E. A. Setterquist & Son, Örebro, med 8 stämmor fördelade på två manualer, blev magasinerad. En ny orgel från Jensen & Thomsen (etabl. 1967-1996), Hilleröd, Danmark, installerades istället. 

## Inventarier
Kyrkans dopfunt och de två tillhörande ljusstakarna är skapade av Jerk Werkmäster 1963. Ovanför dopfunten hänger en väggbonad, skänkt av församlingens syförening. Även flera andra textilier är skänkta av syföreningen. Predikstolen tillkom vid renoveringen 1951–1952. Altartavlan är målad av Emma Sparre och föreställer en ängel som förkunnar att Kristus är uppstånden.
I kyrkans torn hänger en kyrkklocka gjuten 1906 av Johan A. Beckman i Stockholm.

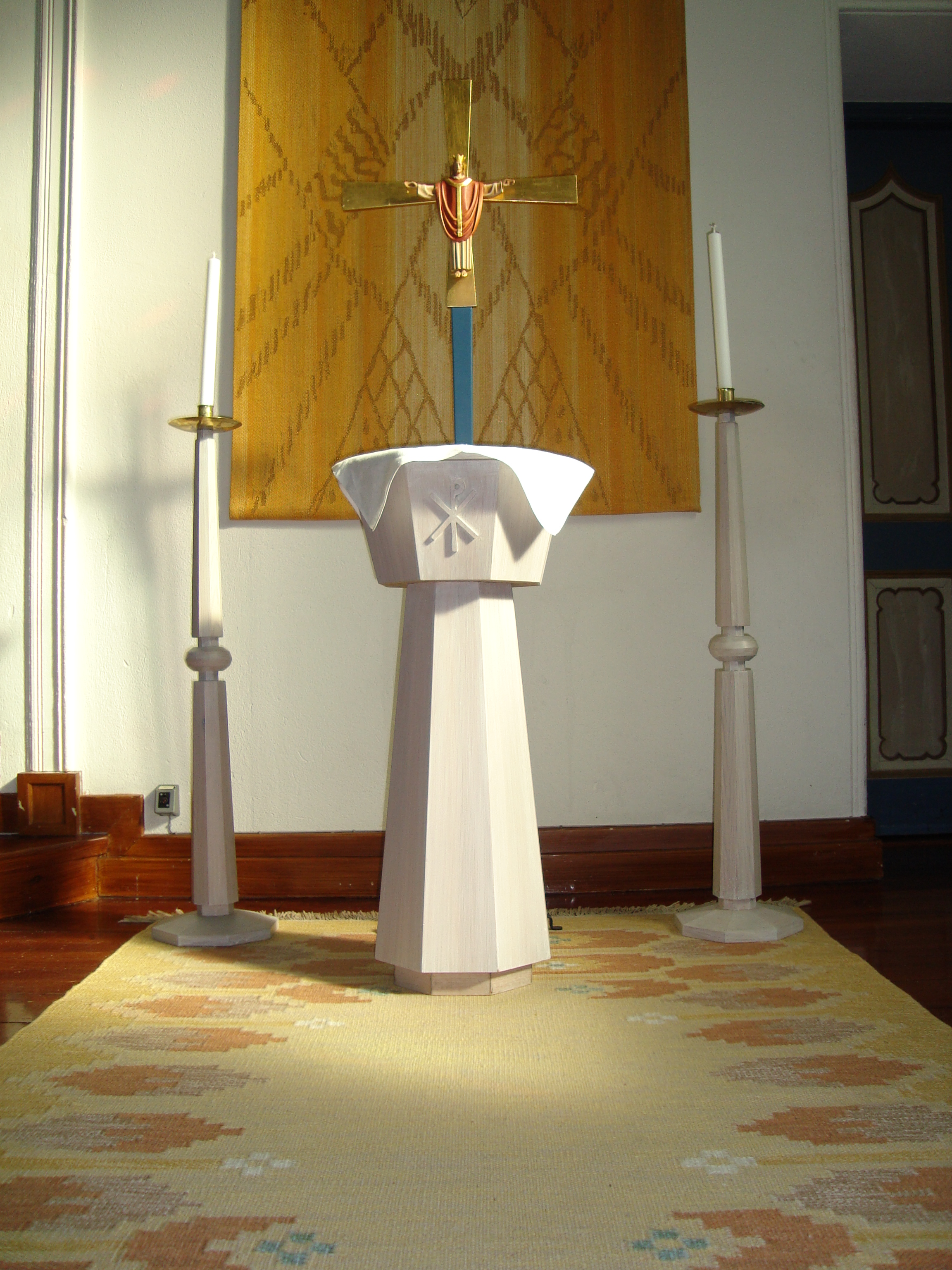
Dopfunten
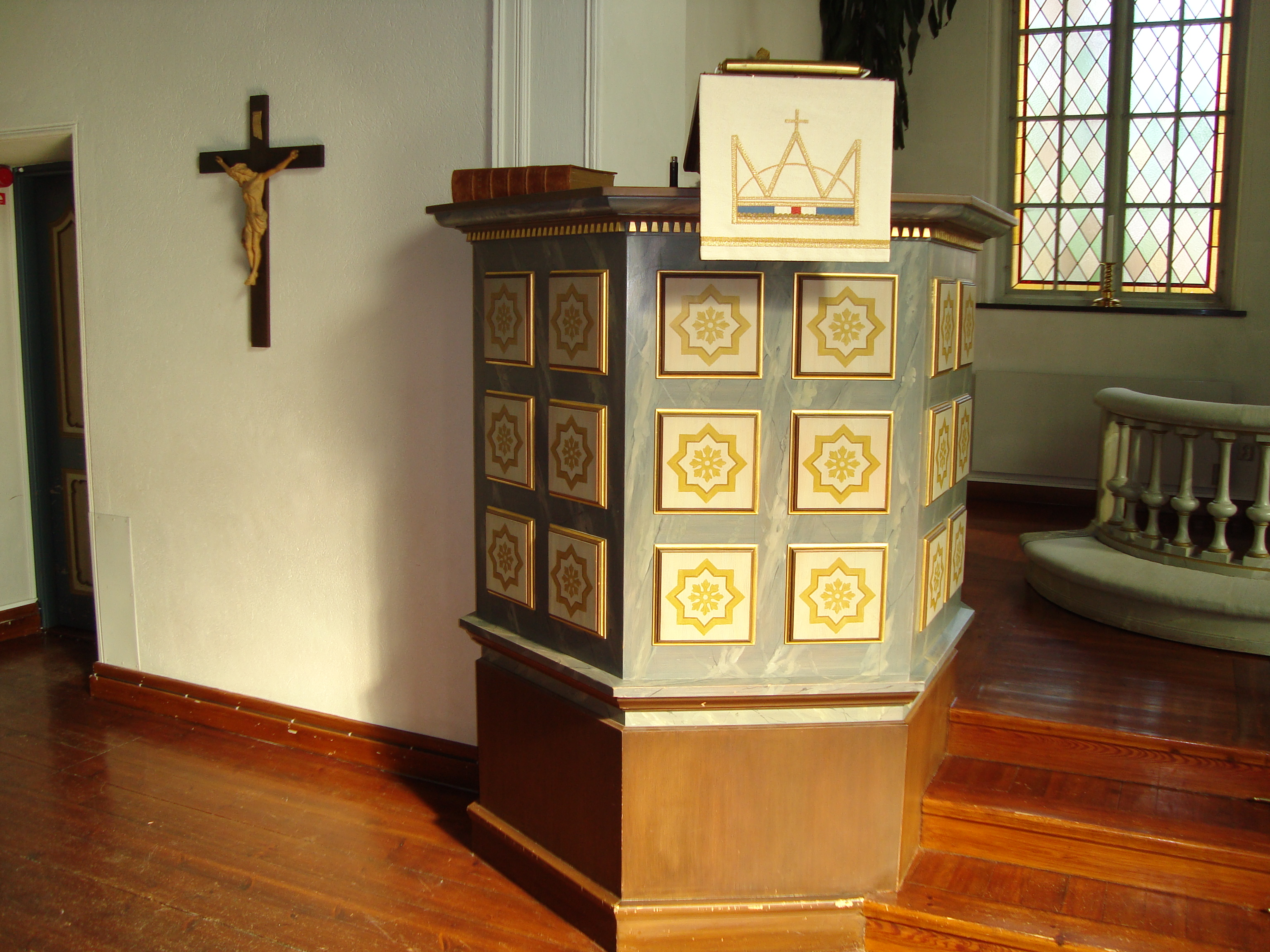
Predikstolen
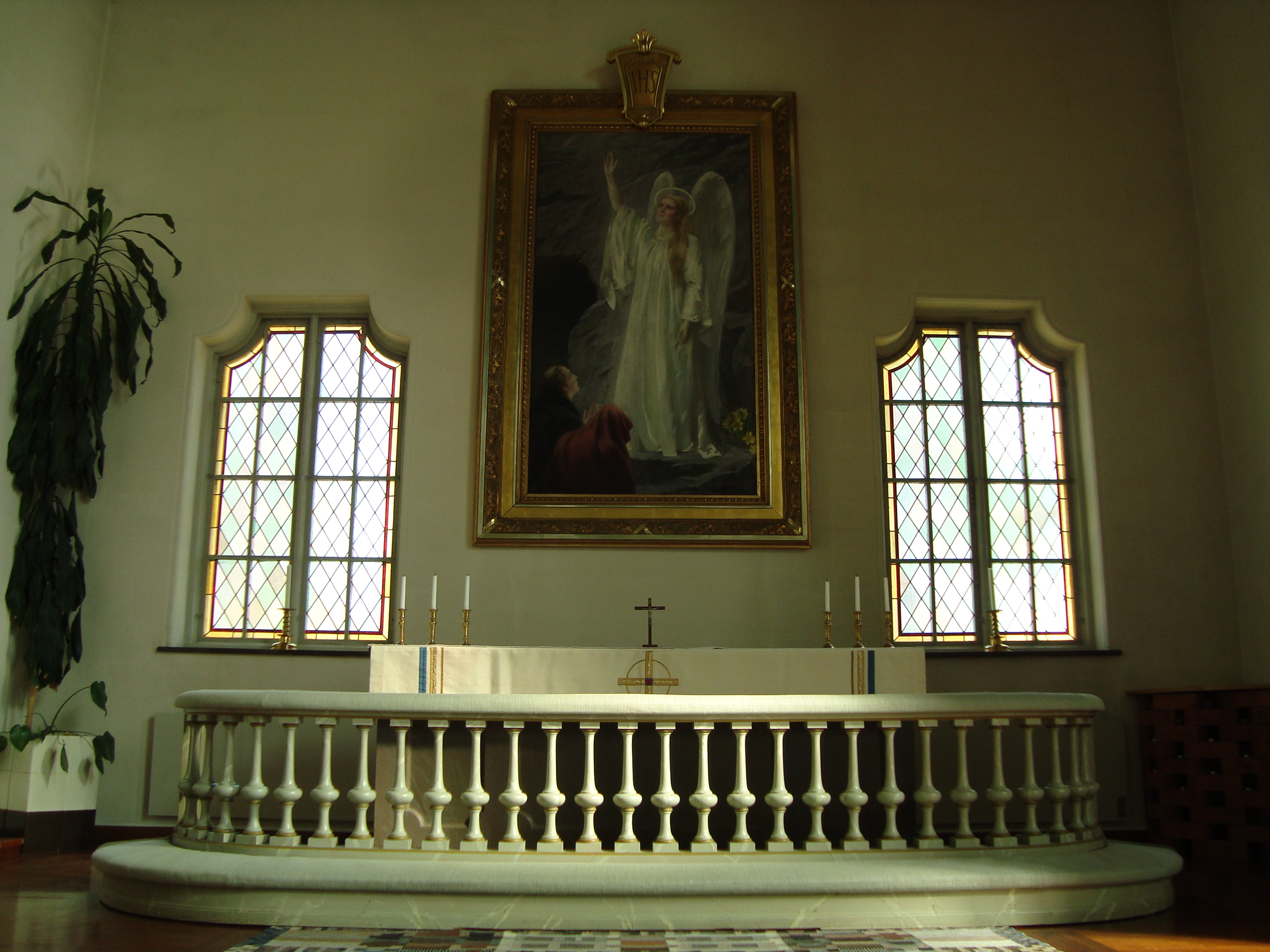
Altaruppsatsen
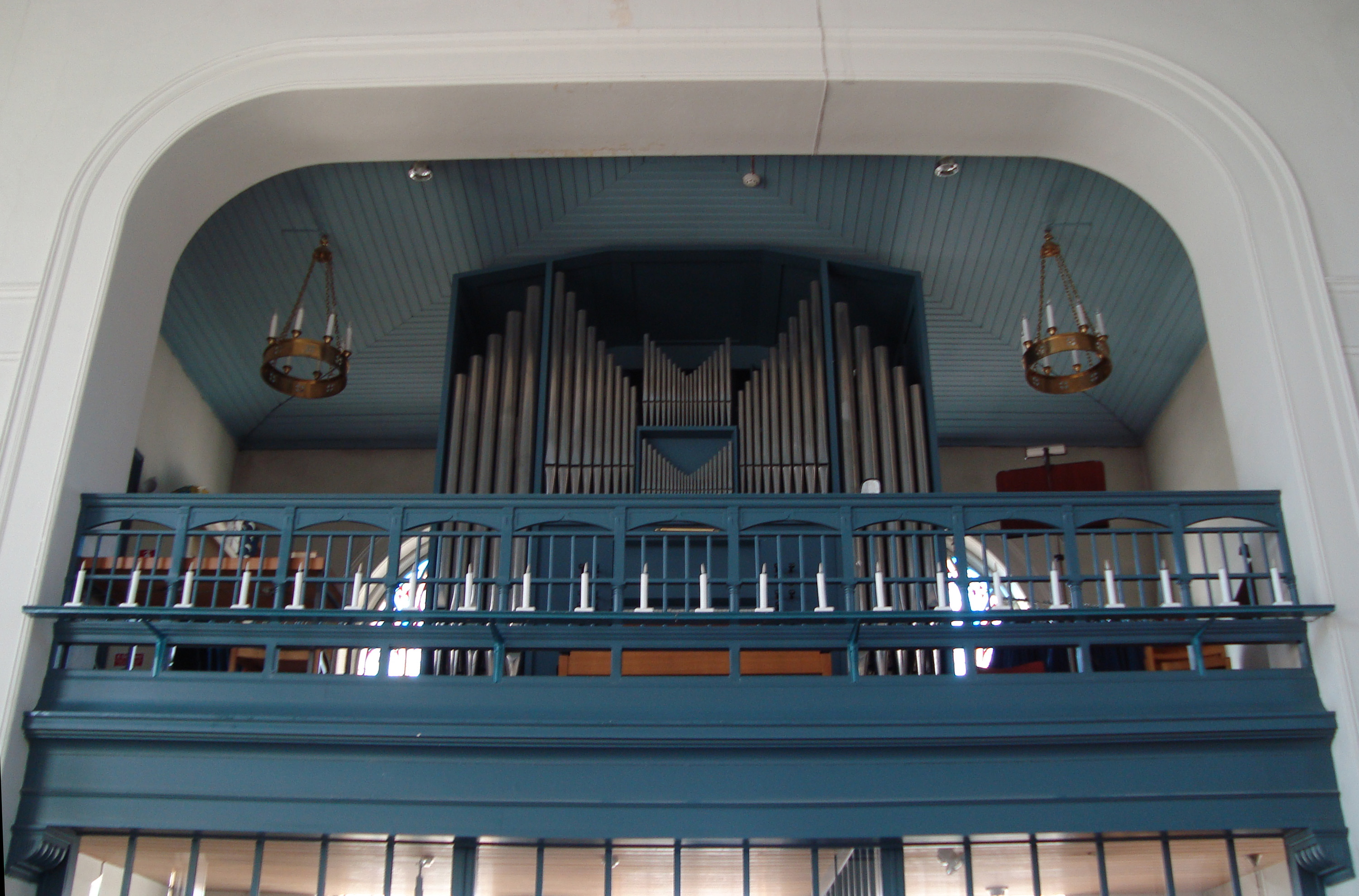
Orgeläktaren